# Una vida excepcional
Una vida excepcional (en anglès: A Remarkable Life) és una pel·lícula estatunidenca del 2016 dirigida per Vohn Regensburger i interpretada per Chris Bruno, Marie Avgeropoulos, Daphne Zuniga, Mark Margolis, Dylan Bruno, Helen Slater i Eric Roberts. Ha estat doblada al català.

## Sinopsi
Lenny Babbitt, un crític literari casat i amb un fill, l'Isaac, amb la síndrome d'Asperger, es queda sense feina i es troba la dona al llit amb la psicòloga del seu fill. Totalment enfonsat, es veu incapaç d'acceptar la realitat, fins que coneix la Chelsea, una noia vint anys més jove que ell que li fa recuperar la il·lusió. Els consells d'un capellà, del seu germà i del seu pare, el faran acabar de reaccionar.